# Canton (Pennsylvanie)
Pour les articles homonymes, voir Canton (homonymie).
Canton est un borough situé au sud-ouest du comté de Bradford, en Pennsylvanie, aux États-Unis,. En 2010, il comptait une population de 1 976 habitants. Il est incorporé le 10 mai 1864.

## Démographie
Lors du recensement de 2010, le borough comptait une population de 1 976 habitants. Elle est estimée, le 1er juillet 2019, à 1 923 habitants.

### Source de la traduction
- (en) Cet article est partiellement ou en totalité issu de l’article de Wikipédia en anglais intitulé « Canton, Pennsylvania » (voir la liste des auteurs).